# Chalcolepidinus
Chalcolepidinus is een geslacht van kevers uit de familie  
kniptorren (Elateridae).
Het geslacht is voor het eerst wetenschappelijk beschreven in 1941 door Pjatakowa.

## Soorten
Het geslacht omvat de volgende soort:
- Chalcolepidinus albopilosus Pjatakowa, 1941